# Kenedy
Kenedy is een plaats (city) in de Amerikaanse staat Texas, en valt bestuurlijk gezien onder Karnes County.

## Demografie
Bij de volkstelling in 2000 werd het aantal inwoners vastgesteld op 3487.
In 2006 is het aantal inwoners door het United States Census Bureau geschat op 3378, een daling van 109 (-3,1%).

## Geografie
Volgens het United States Census Bureau beslaat de plaats een oppervlakte van
8,6 km², geheel bestaande uit land. Kenedy ligt op ongeveer 81 m boven zeeniveau.

## Plaatsen in de nabije omgeving
De onderstaande figuur toont nabijgelegen plaatsen in een straal van 24 km rond Kenedy.